# 叶琪
葉琪（1896年—1935年7月8日），字翠微，廣西容縣人。

## 生平
1914年入保定軍校第三期騎兵科，與張治中、何鍵、夏威、白崇禧、黃紹竑等皆同期。畢業後在湖南省長趙恆惕的湖南省防軍四個師中的劉鉶第二師任旅長。1924年率軍入桂調解陸榮廷和沈鴻英的爭端。1925年與唐生智加入國民革命軍，唐任第八軍軍長，葉任第八軍第五師師長（後晉升三十五軍軍長）。次年寧漢戰爭漢方唐生智被擊敗，葉琪也重行編成十二軍軍長，繼續北伐。1929年因涉及蔣桂戰爭而被蔣中正撤職查辦，遂回家鄉廣西，不久又至香港。1930年參加北平國民黨中央黨部擴大會議獲選為後補委員。1931年五月任軍委會西南分會委員兼第四集團軍參謀。1934年參加追剿紅軍。次年在南寧墜馬身故。

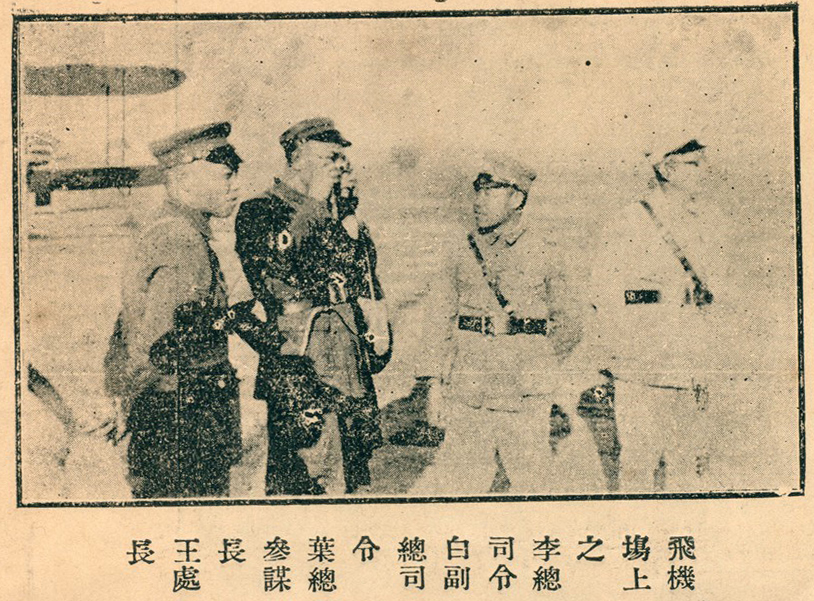
李宗仁、白崇禧、葉琪、王公度